# شیش و بش (فیلم)
شیش و بش با نام سابق ساندویچ سرد فیلمی ایرانی در ژانر کمدی به کارگردانی بهمن گودرزی، تهیه‌کنندگی مرتضی شایسته و نویسندگی محمدرضا گلزار محصول سال ۱۳۸۹ است، این فیلم همزمان با عید فطر ۱۳۹۰ اکران شد.

## نام سابق فیلم
نام سابق این فیلم ساندویچ سرد بود که بنا به دلایلی به شیش و بش تغییر یافت.

## خلاصه داستان
این فیلم داستانی است در مورد دو رفیق که تجربه به زندان افتادن آن دو به نفع شان شد. این دو رفیق هنگام آزاد شدن از زندان از یک پیرمرد نقشهٔ گنجی را دریافت کردند. نقشه گنج در مورد ۳ یاقوت بود که دست ۳ نفر بود و یک تاج که در کنار هم ارزش پیدا می‌کردند…

## نویسندگی
نویسنده اصلی شیش و بش آرش قادری است، ولی در مصاحبه‌ای کلیه حقوق مادی و معنوی آن را به محمدرضا گلزار واگذار کرد.

## بازیگران
| بازیگر                 | نقش                  |
| ---------------------- | -------------------- |
| محمدرضا گلزار          | سامی                 |
| امین حیایی             | داوود                |
| آناهیتا نعمتی          | پانیذ                |
| بیتا فرهی              | پروین                |
| تانیا جوهری            | گلوریا               |
| رضا رشیدپور            | اشجاری               |
| داوود فتحعلی‌بیگی       | اسکندر               |
| میرطاهر مظلومی         | جاعل                 |
| شهنام شهابی            | سامان                |
| سید ابراهیم بحرالعلومی | عتیقه فروش(اسفندیار) |